# ألكسندروس زيميس

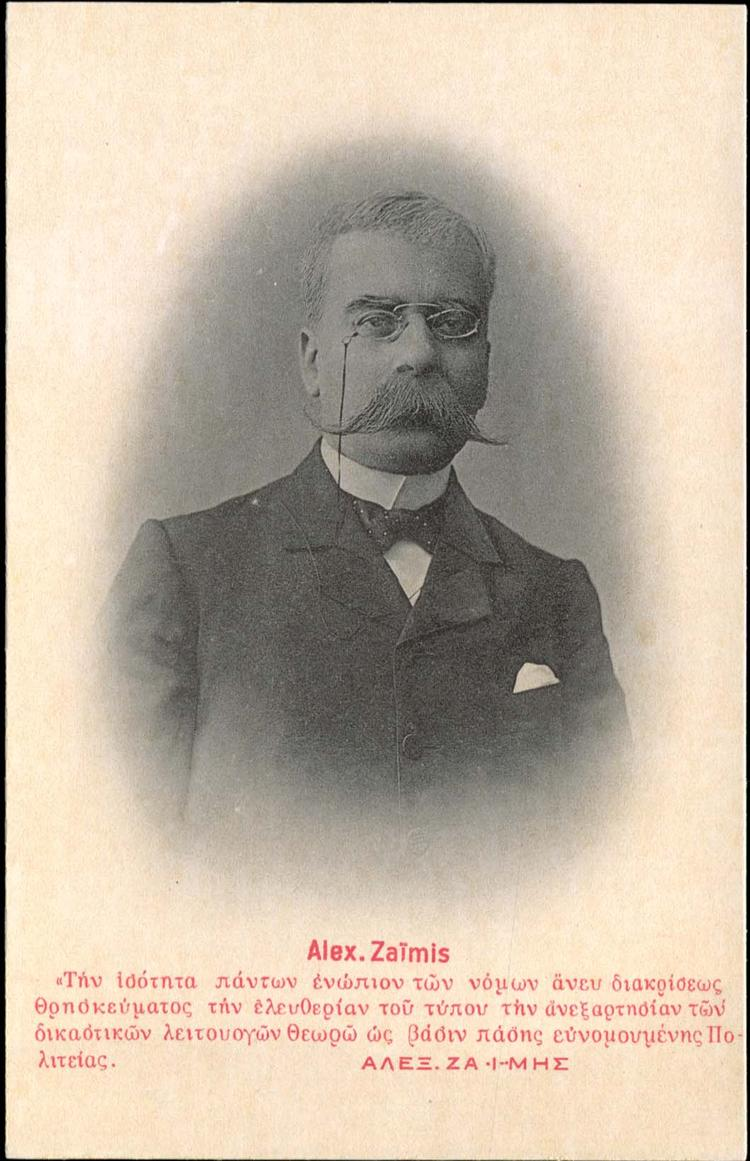
ألكسندروس زيميس

 ألكسندروس زيميس  (9 نوفمبر 1855 - 15 سبتمبر 1936) سياسي يوناني، وهو ابن «ثراسيفولوس زيميس» رئيس وزراء اليونان السابق. دخل عالم السياسة في سن مبكرة، حيث أصبح عضواً في البرلمان في عام 1885، ورئيس وزراء للمرة الأولى في عام 1897. وفي عام 1906، تم تعيينه مندوباً سامياً لكريت. في عام 1917، عين الملك قسطنطين الأول ألكسندروس زيميس مرة أخرى رئيساً لوزراء اليونان، في الفترة التي شكّل فيها إلفثيريوس فينيزيلوس حكومة سيطرت على شمال اليونان. وبضغط من الحلفاء، استقال زيميس من منصبه لصالح فينيزيلوس في يونيو من العام نفسه. شغل زيميس منصب رئيس الوزراء مرة أخرى بين عامي 1926 و 1928 في حكومة ائتلافية من مؤيدي فينيزيلوس والمحافظين المعتدلين.
انتخب ألكسندروس زيميس كرابع وآخر رئيس للجمهورية اليونانية الثانية عام 1929، وبقي في هذا المنصب حتى عودة الملكية في عام 1935. وتوفي في عام 1936 في فيينا.